# Nártoun filipínský
Nártoun filipínský (Tarsius syrichta) patří mezi nejmenší zástupce podřádu Haplorhini. Je nápadný, stejně jako všechny druhy rodu nártoun, obzvláště velkýma očima. Jak napovídá jeho druhové jméno, vyskytuje se v deštných pralesích v jihovýchodní části Filipín na ostrovech Mindanao, Leyte, Samar a Bohol. Obývá tam primární i sekundární lesy v nadmořské výšce do 750 m. Rodové jméno Tarsius pochází z jeho abnormálně dlouhé nártní kosti (tarsus).
Tento druh je podle některých odborníků na taxonomii vydělen z rodu Tarsius a vřazen do nového monotypického rodu Carlito, jehož jméno bylo odvozeno od jména ochránce nártounů ve volné přírodě Carlita Pizarrase.

## Popis
Toto drobné zvířátko velké jako dlaň má krátkou, hustou a jemnou, šedě zbarvenou srst a holý ocas. Nártoun filipínský bývá velký pouze 8 až 16 cm a vážívá 80 až 160 g. Ocas se štětičkou na konci má dlouhý až 25 cm. Samci se od samic na pohled odlišují jen tím, že bývají větší a těžší.
Výrazným znakem všech nártounů jsou velké a nepohyblivé oči napevno vsazené v očních důlcích a velké uši dokreslující plochý vzhled jeho obličeje. Oči, posazené na přední straně lebky, jsou při porovnání k velikosti těla ze všech savců největší a zajišťují dobré vidění i v noci, přestože nemají tapetum lucidum. Nepohyblivost očí je vykompenzována tím, že zvířata mohou otočit hlavu až o 180 ° a tím sledovat pohyb za sebou. Obsah oční jamky je větší než mozkovna (mozek dospělce váží asi 4 g) nebo žaludku. Za tmy se jejich zornice tak roztáhnou, že zabírají celou přední část oka a sítnice může zachytit i velmi slabé světlo; jsou však barvoslepí.
Končetiny mají dlouhé a štíhlé, na nohou mají prodloužené kosti nártu (tarsus) a hlavně zánártí (metatarsus), na rukou zase mají dlouhé kosti zápěstí (carpus) a zvláště záprstí (metacarpus). Prostřední prsty na rukou jsou delší než celá pažní kost a palce na nohou se mohou částečně postavit proti ostatním prstům. Na koncích prstů mají polštářky, které napomáhají k lepšímu úchopu. Konce prstů mají kryté plochými nehty, na druhém a třetím prstu nohou jsou nehty nahrazeny drápy používanými k úpravě srsti.
Jejich zuby jsou ostré, vzorec horního chrupu je 2,1,3,3 a spodního 1,1,3,3, na rozdíl od ostatních primátů mají horní špičáky drobné a ve spodní čelisti mají jen dva řezáky. Jejich sluch je velmi dobrý a je umocňován velkými ušními boltci, které se mohou natáčet jednotlivě. Stejně dobrý mají i čich.

## Chování

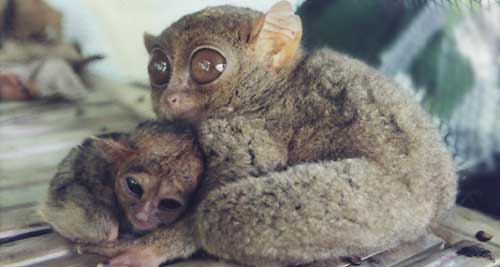
Nártoun filipínský s mládětem

Nártouni jsou noční zvířata žijící osamoceně v husté vegetaci, přes den přespávají ve spletí větví a se soumrakem vyrážejí za lovem potravy. Po větvích se pohybují přískoky, ocasem si udržují rovnováhu. Jejich skoky jsou podobné žabím, dokážou skočit i 5 metrů daleko. Dávají přednost porostům s tenčími větvemi do 5 cm, které dokážou prsty obejmout, k lepšímu úchopu jim napomáhají pohyblivé palce na zadních končetinách. Na větvích většinou sedí a ocas používají jako podpěru.
Vydávají asi desítku různých zvuků kterými se dorozumívají, specifickými si ohraničují území nebo se samice dorozumívají s mláďaty. Část komunikace se odehrává o vysoké frekvenci, až 70 kHz, které lidské uši neslyší (lidé obvykle jen do 25 kHz). Samci žijí na rozloze asi 6 ha, samice na asi poloviční, své území si označují močí. Někdy se sdružují do skupinek až o čtyřech jedincích. Lidí ani jiných zvířat se moc nebojí, lekají se však při rychlém pohybu v okolí.

## Potrava
Jsou mezi primáty výjimeční svou ryze masitou potravou. Základ jídelníčku tvoří hmyz, který nacházejí a dokážou i ve tmě přesně lokalizovat díky svému vynikajícímu sluchu. Zjištěné kořisti se zmocňují přesným skokem, úlovek si přidržují předními končetinami. Mimo hmyzu konzumují pavouky, korýše i drobné plazy a obratlovce.

## Rozmnožování
Samci se páří většinou jen s jednou samicí, společně si předem projevují náklonnosti čistěním srsti a samice si „svého“ samce značkuje zvláštním sekretem vylučovaným ze žlázy v okolí čenichu. Březost samice, která má více párů bradavek, trvá šest měsíců a je zakončena narozením jednoho mláděte o váze asi 25 gramů. Mládě ihned po narození vidí a udrží se ve větvích, za dva týdny již samo přeskakuje z větve na větev. Ve věku šesti týdnů začíná chytat hmyz a matka ho přestává kojit.
Nártouni filipínští pohlavně dospívají ve věku dvou let. Samice přichází do říje co 24 dnů a může mít potomky i dvakrát ročně. V přírodě se zvířata dožívají až 20 let.

## Ohrožení
Mezi jejich přirozené predátory patří varani, sovy a mnoho menších šelem. Hlavním nepřítelem se však stává člověk, který kácí porosty kde žijí a přeměňuje je na ornou půdu a staví na jejich místech vesnice. Jsou taktéž loveni a prodávání jako domácí mazlíčci. Zajetí však snášejí špatně, i v zoo se rozmnožují jen výjimečně a jsou při vyrušení lekaví a bezhlavě prchají bez ohledu na zranění, často narážení do skleněných tabulí. V zajetí se dožívají nejvýše 15 roků a ve volné přírodě mají jejich stavy stále klesající trend.
Nártoun filipínský je zařazen do přílohy II CITES a Mezinárodním svazem ochrany přírody (IUCN) je vyhodnocen jako téměř ohrožený druh (NT).